# ایتان

## وجه تسمیه
اسم "ایتان" که به انگلیسی "Ethan" , یا "Eithan"  و گاها نیز "Etan" و نه "آیتن Aytan" یا "آیتان Aytaan".  اگرچه در اوایل عقیده بر این بود که ایتان همسان با اسامی اسلامی نیست، اما مشخص گردیده است که ایتان با Azzan وجه کلمه ای دارد و چون در زبان انگلیسی حرف "ذ" تلاقی نوشتاری و آواری همسان با عربی ندارد، به همین دلیل Ethan با "اذان" همسطح می گردد.

## ریشه های اسم
این اسم ریشه در تاریخ پیامبران دارد. معنی اسم با اخلاق، تحمل پذیر، عاقل،با تفکر و شخصی با عمر طولانی است. این اسم در کتاب های اسمانی ادیان مختلف با پیامبران مختلف نسبت داده شده است. در روایت ها "ایتان" مشاور امین سلیمان نبی و شخصی امین و مردم دوست بوده است. در فصل فصل ۱۹ آیه‌های ۵ و ۶ انجیل آمده است که مسیح مقدس به طرفداران خود مژده پیامبری می دهد که او را با تفکر، با اخلاق، تحمل پذیر میدهد که با کلمه "ایتان" نشان داده شده است. و پس از آن این اسم به کرات به نشان ظهور شخصی منجی میدهد. در کتاب "داستان های ابراهیم نبی" که توسط ادوارد لی نویسنده و تاریخ نگار انگلیسی  آمده است که "اسحاق نبی  فرزند ابراهیم نبی" از ابراهیم نبی به نام "ایتان" یاد میکند. کسی که همواره در سختی ها تحمل پذیر و کسی امین و با اخلاق بوده است. 
برخلاف بسیاری تصورات که ایتان را اسمی غیر اسلامی میدانند، در ریشه عربی ایتان یا Ethan به کلمه اذان کلید خورده است. ایتان نام مستقیم قرآنی پسران است که به معنای «اعلام»، «اذان» است، به اذانی اطلاق می‌شود که روزی پنج بار در مسجد خوانده می‌شود تا مردم بدانند که به زودی نماز برگزار می‌شود.

## پدیداری نام در کتب مقدس
نام ایتان هشت بار در کتاب مقدس آمده است (اول پادشاهان 4:31، مزمور 89 عنوان، اول تواریخ. 2:6 و 2:8، اول تواریخ. 6:42 و 6:44، و اول تواریخ.

### تخلص اسلامی ایتان
Ethan گونه ای از Azaan است و دقیقاً همان معنی و تلفظ را دارد. می توانید از Ethan یا Azaan استفاده کنید که هر دو صحیح و قابل قبول هستند. اگر این نوع را بیشتر دوست دارید و دوست دارید آن را به شکلی که املای آن نوشته شده تلفظ کنید (متفاوت با نام اصلی)، این کاملا قابل قبول است.